# Ughetta d'Onorascenzo
Ughetta d'Onorascenzo (Roma, 5 gennaio 1985) è una doppiatrice e attrice italiana.

## Filmografia

### Cinema
- Ti stramo - Ho voglia di un'ultima notte da manuale prima di tre baci sopra il cielo, regia di Pino Insegno e Gianluca Sodaro (2008)
- Et in terra pax, regia di Matteo Botrugno e Daniele Coluccini (2010)

### Televisione
- R.I.S. Roma 3 - Delitti imperfetti, regia di  Francesco Miccichè - serie TV, episodi 3x02 e  3x07 (2012) [1]
- Alta infedeltà - 1000 modi per tradire - st.1 puntata 15 Tatoo (2015)

## Doppiaggio

### Film
- Anna Hutchison in Quella casa nel bosco
- Kylie Bunbury in Game Night - Indovina chi muore stasera?
- Christine Lakin in Ancora tu!
- Lily Gladstone in Certain Women
- Alice Lee in Wish Upon
- Emily Rios in Big Mama - Tale padre, tale figlio
- Brie Larson in Don Jon
- Jenny Slate in Joshy
- Corinne Holt in New York Academy
- Alice Taglioni in 11 donne a Parigi
- Pallavi Sharda in Lion - La strada verso casa
- Norma Ruíz in Sex - Una commedia sentimentalmente scorretta
- Mădălina Diana Ghenea in Youth - La giovinezza
- Lindsey Sporrer in Il fidanzato di mia sorella
- Izuka Hoyle in Maria regina di Scozia
- Jessie Buckley in Sto pensando di finirla qui
- Joanna García in Botte da prof.
- Pip Pellens in Just Say Yes
- Melissa Barrera in Sognando a New York - In the Heights
- Mabel Cadena in Il ballo dei 41
- Anjli Mohindra in Monaco - Sull'orlo della guerra
- Grace Caroline Currey in Fall
- Macarena García in Casa in fiamme

### Serie televisive
- Öznur Serçeler in Bitter Sweet - Ingredienti d'amore, DayDreamer - Le ali del sogno
- Nihan Aşıcı in Endless Love
- Michelle Dockery in Godless
- Rachel DiPillo in Chicago Med
- Lauren Potter in Glee
- Penelope Tsilika in La strada del silenzio
- Adria Arjona in True Detective
- Caroline Rose Kaplan in Proof
- Jenny Stead in Blood Drive
- Arielle Goldman in The Knick
- Hannah Simone in New Girl
- Selin Şekerci in The Family
- Lina Esco in Flaked
- Kate Jenkinson in Super Fun Night
- Brooke Lyons in 2 Broke Girls
- Abigail Mavity in Zeke e Luther
- Natalia Reyes in Cumbia Ninja
- Nathalia Moretti in Non può essere!
- Mónica Cruz in Velvet Collection
- Yael Eitan in Prisoners of War
- Inbar Lavi in Lucifer
- Beren Saat in The Gift
- Jasika Nicole in The Good Doctor
- Samantha Logan in All American
- Heida Reed in FBI: International
- Alexis Floyd in Grey's Anatomy
- Jade Olieberg in Ares
- Javicia Leslie in Batwoman
- Brooklyn Sudano in Cruel Summer
- Melissa Barrera in Keep Breathing
- Simona Tabasco in The White Lotus
- Asena Girişken in Tradimento
- Meng'er Zhang in The Witcher
- Tracy Ifeachor in Treason
- Morgan Taylor Campbell in The Imperfects
- Meriç Aral in Thank You, Next
- Yasmin Finney in Doctor Who
- Valene Kane in Il re d'inverno - Artù, dal mito alla leggenda
- Lim Ji-yeon in The Glory
- Krysten Ritter in Love & Death
- Nilam Farooq in Das Signal - Segreti dallo spazio
- Annie Q. Riegel in Morte e altri dettagli
- Jodie Turner-Smith in The Acolyte - La seguace

### Film d'animazione
- Weecha in Bigfoot Junior e Bigfoot Family
- Luna in Pretty Guardian Sailor Moon Eternal - Il film e Pretty Guardian Sailor Moon Cosmos - Il film
- Minù in Pretty Cure Splash Star - Le leggendarie guerriere
- Sawako in L'isola di Giovanni
- Chase in Trilli e la creatura leggendaria
- Lyra in Bianca & Grey e la pozione magica
- Dong, Voce nella piramide magica #4, Sorella #1 in Trash - La leggenda della piramide magica
- Mako Kamogawa in Goodbye, DonGlees!

### Serie animate
- Summer Smith in Rick and Morty
- Nora Nyao in Battle Spirits - Heroes
- Breenh in Clarence
- Megan Sparkles in Sanjay and Craig
- Margaret in Regular Show
- Trina Riffin in Grojband
- Quills in Numb Chucks
- Sally in Squitto lo scoiattolo
- Teeny in Redakai: Alla conquista di Kairu
- Lulu in Bananas in Pyjamas
- Luna in Pretty Guardian Sailor Moon Crystal
- Jing in Kung Fu Panda - Le zampe del destino
- Lusanna in Arte
- Petra in Human Resources
- Hannah in L'attacco dei giganti
- Guardia donna in Il principe dei draghi
- Muriel Besson in Masamune-kun's Revenge
- Barbara Gordon in Batman: Caped Crusader
- Emilio in Minieroi della foresta

### Videogiochi
- Trilla Suduri in Star Wars Jedi: Fallen Order, Star Wars Jedi: Survivor[2]